# UNMOP
Надзорната мисия на ООН в Превлака (на английски: United Nations Mission of Observers in Prevlaka, UNMOP) е създадена през февруари 1996 г. с цел да следи за демилитаризацията на Превлака, стратегически полуостров, който е оспорван от Хърватия и Съюзна република Югославия (СРЮ). Мисията завършва мандата си на 15 декември 2002 г. – успешно.

## Хронология на събитията
ООН има свои военни наблюдатели в Превлака от октомври 1992 г. Тогава Съветът за сигурност, упълномощава UNPROFOR да поеме отговорността за наблюдение върху демилитаризацията на тази област. След като UNPROFOR е преструкторирано през март 1995 г., неговите функции са поети от UNCRO.
С прекратяването на мандата на UNCRO през януари 1996 г. и предстоящото оттегляне на военните и цивилни полицейски наблюдатели, генералния секретар препоръчва пред Съвета за сигурност, че наблюдението на демилитаризация на полуострова трябва да продължи.
Целта на мисията е да бъде самостоятелна и да извърши по-надежно патрулиране на съответните области, както и поддържане на екипите за връзка в Дубровник и Херцег Нови.
UNMOP става независима мисия на 1 февруари 1996 г. Военните наблюдатели са под командването на главния военен наблюдател, който докладва директно на седалището на ООН в Ню Йорк. Въпреки че, е независима мисия, поради административни и финансофи причини, мисията е смятана за част от мисията на ООН в Босна и Херцеговина(UNMIBH).
Докато трае мисията, ситуацията в региона остава стабилна и спокойна. В съответствие със своя мандат мисията наблюдава демилитаризацията на Превлака и на съседните области в Хърватия и Югославия. Мисията провежда редовни срещи с местните власти, за да укрепи връзките си с тях, да намали напрежението, за да подобри безопасността и сигурността, както и да насърчи доверието между страните.
На 10 декември Югославия и Хърватия подписват протокол за създаване на временно управление по южната граница между двете държави на полуострова.
Генералния секретар отбелязва, че важна заслуга за уреждането на този спор имат Хърватия и Югославия и че постепенното възстановяване на нормалните отношения между тях дава надежда, че стабилността и мирното съвместно съществуване е възможно.

## Основни факти
Локация: Полуостров Превлака, южната граница между Хърватия и Югославия.
Основна локация: Кавтат
Продължителност: февруари 1996 г. – декември 2002 г.
Военен персонал: 28 военни наблюдатели, 3 международни цивилни служители, 6 местни цивилни служители.
Сътрудници на военния персонал: Аржентина, Бангладеш, Белгия, Бразилия, Дания, Чехия, Финландия, Египет, Гана, Индонезия, Ирландия, Йордания, Кения, Непал, Нова Зеландия, Нигерия, Норвегия, Пакистан, Полша, Русия, Швейцария и Украйна.